# 尼泊爾太陽航空FER號班機空難
尼泊爾太陽航空FER號班機是一趟從加德滿都特里布万国际机场至博卡拉国际机场的定期客運航班，在2024年7月24日，尼泊尔太陽航空一架飛機在执飞該班機时，于起飞时坠机爆炸，造成18死1傷。

## 背景

### 事發班機
涉事飞机是一架庞巴迪CRJ200，制造商序列号为7772，注册号为9N-AME，由龐巴迪宇航于2003年制造。
飞机计划从加德滿都特里布万国际机场飞往博卡拉国际机场，机上载有两名机组人员和17名技术人员，他们受雇对飞机进行例行维护。太陽航空公司称，飞机维护工作原定将于7月25日开始。

### 乘客和機組
據悉該飛機上並沒有乘客，所有乘搭的人員中只有2名駕駛和17名技術人員，机长名叫马尼什·沙基亚（Manish Shakya），副驾驶名叫苏尚特·卡图瓦尔（Sushant Katuwal）。其中，機上18人來自尼泊尔，1人來自也门。
| 国籍   | 机组人员 | 死亡 | 生还 |
| ------ | -------- | ---- | ---- |
| 尼泊尔 | 18       | 17   | 1    |
| 葉門   | 1        | 1    | 0    |

## 事故
2024年7月24日，尼泊爾當地時間早上11點11分，一架尼泊爾索亞航空（太陽航空）的CRJ-200客機在該國首都加德滿都的特里布万国际机场機場起飛，預計飛往第二大城市博卡拉，但起飛後隨後不久便墜毀。根據初步的調查顯示，飛機在起飛時右轉，隨後不久便在跑道東側墜毀並起火，而具體原因則尚且不明並正在調查。機上19人中除了機师之外全部遇難。

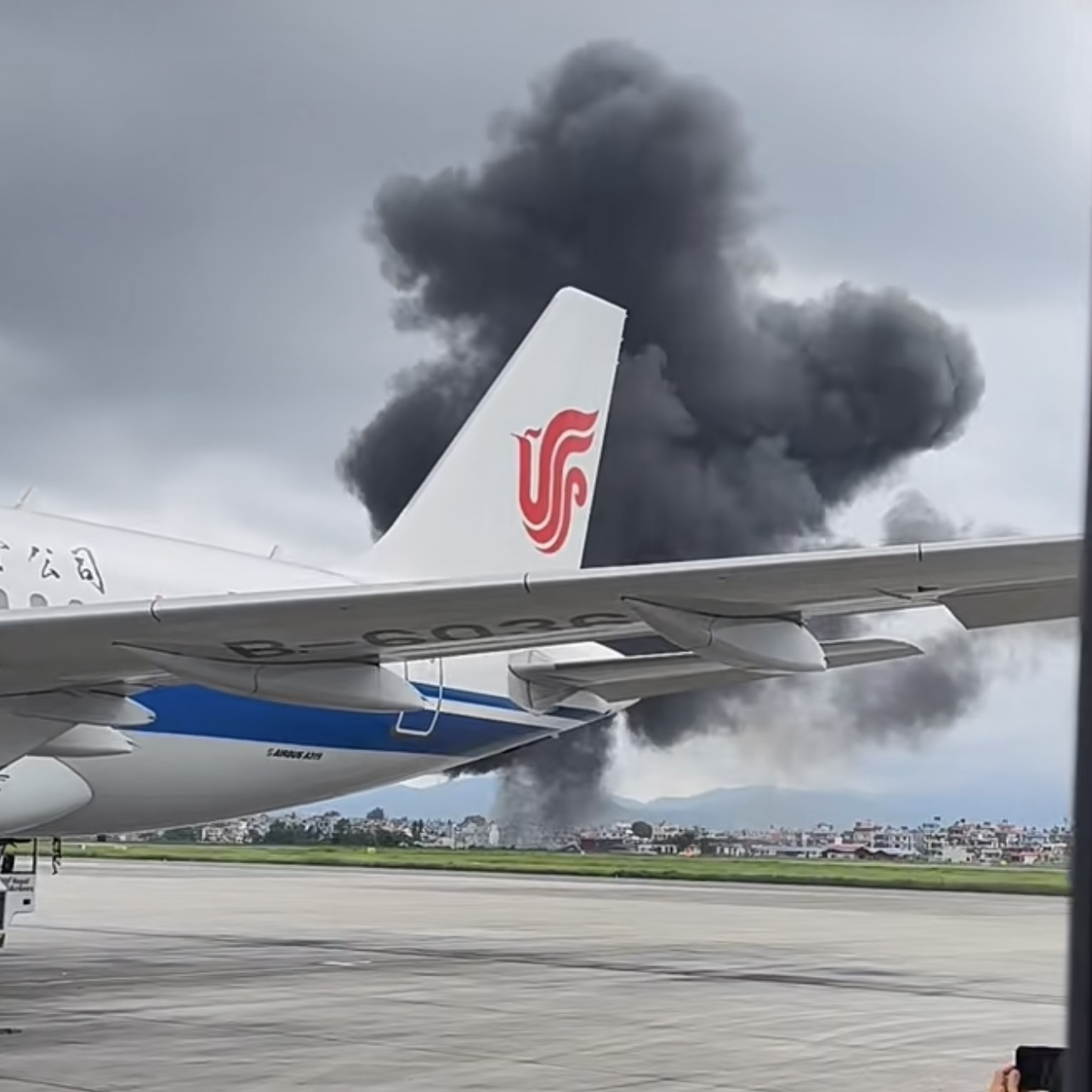
从事故现场冒起的灰烟

機上的18人在坠机中丧生，其中包括一名也门公民。机长马尼什·拉特纳·沙基亚（Manish Ratna Shakya）是唯一的幸存者，他被送往加德满都医学院附属医院。
事故发生时，加德满都能见度很低。一名机场官员报告说，飞机在坠毁前似乎发出了“破裂声”。

## 調查
特里布万国际机场负责人说，初步调查显示，飞机起飞后不久就往錯誤的方向飛行。
据幸存的机长马尼什·拉特纳·沙基亚称，在到达100英尺左右后，飞机无法进一步拉升高度，并不受控制地突然开始下降。飞机坠地后，自己便失去了知觉。

## 各方反應
空難发生后，特里布万国际机场暂时关闭。遇难者遗体被送往加德满都特里布万大学教学医院进行。
尼泊尔军方在一份声明中称，军队的快速反应小组一直在协助救援工作。
据加德满都医学院附属医院的医疗主任米娜·塔帕（Meena Thapa）说，幸存的机长头部和面部受伤，不久需要接受手术，以治疗背部骨折。随后称：“我们已经治疗了他身体各个部位的伤势，他正在神經外科病房接受观察。”

## 後續
空难发生后，特里布万国际机场宣布暂时关闭。而幸存的機長則在墜機后5分鐘内獲救，隨後送往醫院送醫。据医院医务主任Meena Thapa醫生称，机长的头部和脸部受伤，他将接受背部骨折修复手术。

### 相似空難
- 美国康姆航空5191号班机空难：兩起空難都是同樣機型，且都在起飛時發生事故，都是衝出跑道後起火爆炸，且都是只有飛行員一人生還（不同的是，康姆航空5191班機空難的唯一幸存者是副駕駛。），而該空難的事故原因是飛行員在疲勞下進入錯誤且長度不足以起飛的跑道，而這在單一跑道的加德滿都機場來說可以排除可能性。